# Susanne Gunnarsson

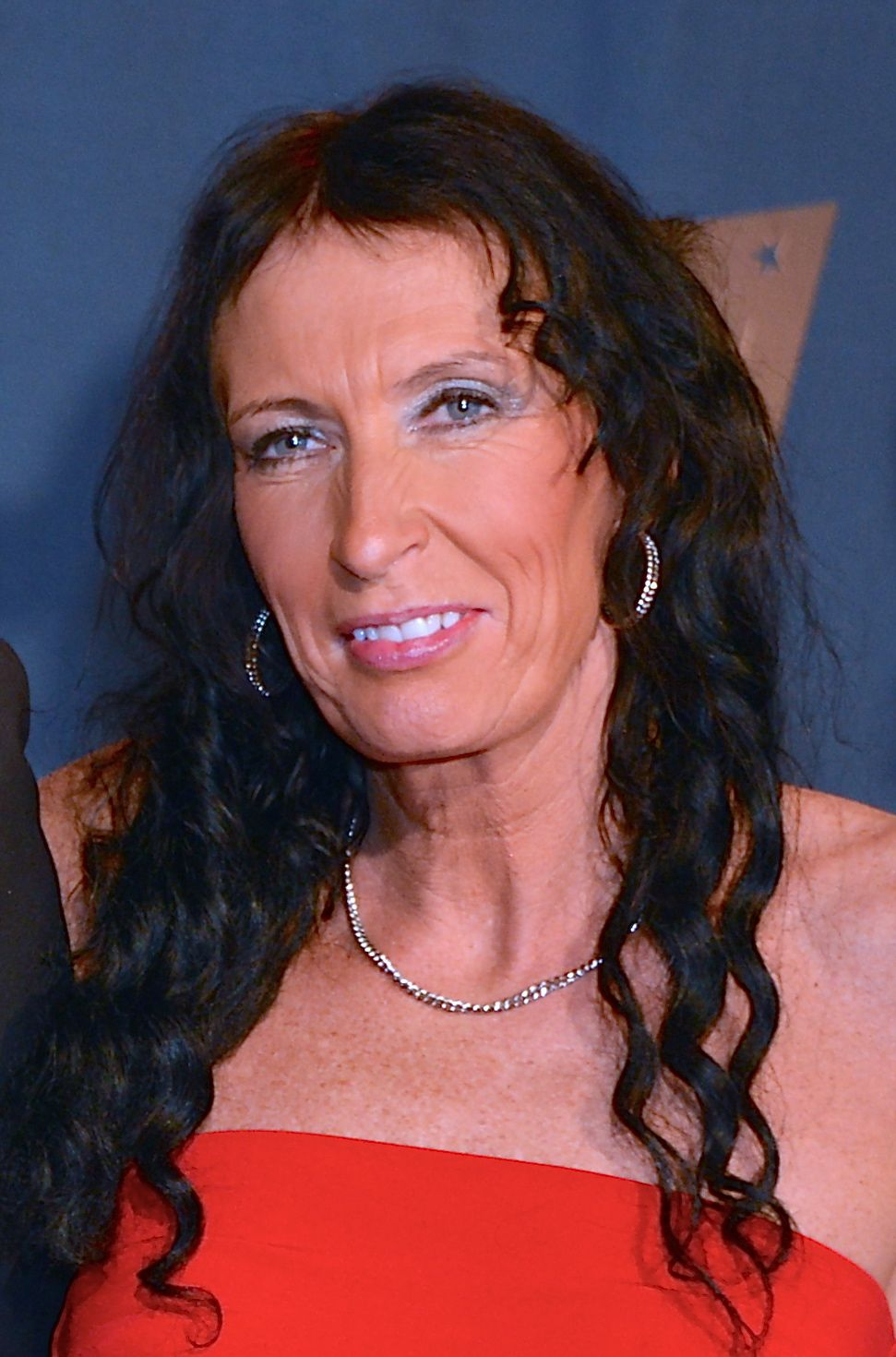
Susanne Gunnarsson (2013)

Linnea Susanne Gunnarsson, bis 1988 Linnea Susanne Wiberg, (* 8. September 1963 in Örebro) ist eine ehemalige schwedische Kanutin. 1996 gewann sie eine olympische Goldmedaille.

## Sportliche Karriere
Bei den Weltmeisterschaften 1981 siegte im Zweier-Kajak das Boot aus der DDR vor Agneta Andersson und Susanne Wiberg. Im Vierer-Kajak gewann das Boot aus der DDR vor dem Boot aus der Sowjetunion, dahinter erkämpften Karin Olsson, Agneta Andersson, Susanne Wiberg und Eva Karlsson die Bronzemedaille. 1983 in Tampere gewannen Andersson und Wiberg Bronze im Zweier hinter den Booten aus der DDR und aus Ungarn. Bei den Olympischen Spielen 1984 in Los Angeles waren wegen des Olympiaboykotts der Ostblockstaaten mit Ausnahme Rumäniens alle Weltmeisterinnen und Vizeweltmeisterinnen des Vorjahrs nicht am Start. Im Viererkajak siegten die Rumäninnen vor dem schwedischen Boot mit Anna Olsson, Agneta Andersson, Eva Karlsson und Susanne Wiberg. 
Vier Jahre später bei den Olympischen Spielen 1988 in Seoul erreichten Anna Olsson, Agneta Andersson, Susanne Wiberg und Liselotte Ohlson den sechsten Platz. Bei den Olympischen Spielen 1992 in Barcelona belegte Susanne Gunnarsson, wie sie nun nach ihrer Heirat hieß, den neunten Platz im Einer-Kajak. Im Zweier gewann sie mit Agneta Andersson die Silbermedaille hinter dem deutschen Boot. 
Zehn Jahre nach ihrer letzten Weltmeisterschaftsmedaille gewann Susanne Gunnarsson bei den Weltmeisterschaften 1993 in Kopenhagen den Einer-Wettbewerb auf der nur von 1989 bis 1993 ausgetragenen 5000-Meter-Strecke vor der Ungarin Rita Kőbán und vor der Deutschen Birgit Fischer. 1995 bei den Weltmeisterschaften in Duisburg standen Wettbewerbe über 200 Meter und über 500 Meter auf dem Programm. Susanne Gunnarsson gewann im Zweier über 200 Meter zusammen mit Susanne Rosenqvist Silber hinter den Kanadierinnen. Im Zweier über 500 Meter siegten die Deutschen vor den Polinnen, Gunnarsson und Rosenqvist erhielten die Bronzemedaille. Ebenfalls Bronze gewann Gunnarsson im Einer über 500 Meter. 
Bei den Olympischen Spielen 1996 in Atlanta standen für die Flachwasser-Kanutinnen nur die drei Wettbewerbe über 500 Meter auf dem Programm. Im Einer belegte Susanne Gunnarsson den fünften Platz mit fast zwei Sekunden Rückstand auf die Olympiasiegerin Rita Kőbán. Im Zweier-Kajak gewannen Agneta Andersson und Susanne Gunnarsson vor den Deutschen und den Australierinnen. Für ihren Olympiasieg erhielten Andersson und Gunnarsson 1996 die Svenska-Dagbladet-Goldmedaille. Ihre letzten internationalen Medaillen gewann Susanne Gunnarsson bei den Weltmeisterschaften 1998. Der schwedische Vierer mit Ingela Ericsson, Maria Haglund, Susanne Gunnarsson und Anna Karlsson erhielt auf der 200-Meter-Strecke die Silbermedaille hinter den Ungarinnen. Auf der 1000-Meter-Strecke erkämpften Gunnarsson und Karlsson die Bronzemedaille.